# Looney Tunes Cartoons
Bugs ! Une production Looney Tunes
Looney Tunes Cartoons est une série télévisée d'animation américaine, basée sur les personnages des Looney Tunes et de Merrie Melodies et diffusée entre le 27 mai 2020 et le 13 juin 2024 sur HBO Max.
Quelques épisodes ont été diffusés en avant première lors du festival international du film d'animation d'Annecy 2019. En France, elle est diffusée sur Boomerang depuis le 9 juin 2021 (à la demande dès le 1er juin 2021) et à partir du 5 septembre 2021 sur France 4 dans l'émission Quoi de neuf Bunny ?. Au Québec, la série est diffusée sur Télétoon.

## Production
En 2017, après que Pete Browngardt eut terminé la série Oncle Grandpa, il rencontre Audrey Diehl, la directrice créative de Warner Bros. Entertainment, lors d'un déjeuner. Elle lui parle tout d'abord d'un projet qui ne l'intéresse pas, mais à la fin de ce déjeuner, il en profite pour dire : "Vous savez, ce que je veux vraiment faire, c'est réaliser un court métrage Looney Tunes". Bien que surprise qu'il aime cette série, elle lui donne donc rendez-vous avec Sam Register, le directeur de WB Animation. Browngardt a pour projet de réaliser la série dans le style de celles des années 1940.
Le 11 juin 2018, Warner Bros. Animation annonce qu'une nouvelle série, "qui comprendrait 1 000 minutes réparties sur des courts métrage de 1 à 6 minutes", serait diffusée en 2019 et qu'elle présenterait "les personnages phares de la marque avec leur voix actuelle dans des histoires simples, comportant de nombreux gags et étant visuellement vibrantes". Le style de la série n'est pas sans rappeler celui de Tex Avery, Chuck Jones, Friz Freleng, Robert McKimson, Bob Clampett..., tous ayant fortement contribué au développement des Looney Tunes à l'époque de Warner Bros. Cartoons. Sam Register et Pete Browngart annoncent qu'ils seront producteurs de la série.
La série réunit tous les principaux personnages des Looney Tunes, y compris des personnages cultes tels que Bugs Bunny, Daffy Duck, Porky Pig, Titi, Grominet, Elmer Fudd, Sam le pirate, Coyote et Bip-Bip, Charlie le Coq et Pépé le putois, des personnages secondaires tels que Marvin le Martien, Mémé, Ralph le loup et Sam le chien, Taz, Beaky Buzzard, Cecil la tortue, Hubie et Bertie, Petunia Pig et Pete Puma, des personnages récurrents tels que Gossamer, Mama Buzzard et Cicero "Pinky" Pig, et des personnages mineurs tels que Dr. Frankenbeans, Gashouse Gorillas et Gremlin ainsi que des personnages plus obscurs en cours de création.

## Fiche technique
Sauf indication contraire, les informations mentionnées dans cette section peuvent être confirmées par la base de données cinématographiques IMDb,  présente dans la section « Liens externes ».
- Titre original : Looney Tunes Cartoons
- Réalisation : David Gemmill, Ryan Kramer et Kenny Pittenger
- Scénario : Peter Browngardt, David Gemmill et Johnny Ryan
- Animation :
- Musique : Carl Johnson et Joshua Moshier
- Casting :
- Production : Rebecca Palatnik et Alex Kirwan
  - Production déléguée : Peter Browngardt, Audrey Diehl et Sam Register
- Sociétés de production : Warner Bros. Animation
- Société de distribution : HBO Max
- Chaîne d'origine : inconnue
- Pays d'origine :  États-Unis
- Langue originale : anglais
- Genre : Série d'animation, comédie et slapstick
- Durée : 1 à 6 minutes
- Dates de première diffusion : États-Unis - 27 mai 2020
- Dates de première diffusion : France - 1er juin 2021 (à la demande) et 9 juin 2021

## Distribution

### Voix originales
- Eric Bauza : Bugs Bunny, Daffy Duck, Titi, Pépé le putois, Marvin le Martien et Hubie et Bertie
- Jeff Bergman : Elmer Fudd, Grosminet, Charlie le coq et Ralph le loup
- Bob Bergen : Porky Pig
- Fred Tatasciore : Sam le pirate, Taz, Sam le chien et Gossamer
- Paul Julian (en) : Bip Bip
- Michael Ruocco : Beaky Buzzard
- Candi Milo : Mémé
- Kari Wahlgren : voix additionnelles
- Tom Kenny : Dr. Frankenbeans
- Rachel Butera : Mama Buzzard
- Matt Craig : Cecil la tortue[6],[7],[8]

NB : des archives vocales de Mel Blanc sont utilisées pour certains personnages comme Daffy.

### Voix françaises
- Gérard Surugue : Bugs Bunny et Sam le chien de berger
- Emmanuel Garijo : Daffy Duck, Taz et Gossamer
- Michel Mella : Porky Pig
- Patricia Legrand : Titi et Pétunia Pig
- Patrick Préjean : Sam le pirate et Grosminet
- Patrice Dozier : Elmer Fudd
- Barbara Tissier : Mémé
- Benoît Allemane : Charlie le coq
- Jean-Loup Horwitz : Marvin le martien
- Audrey Sourdive : la maman vautour
- Guillaume Lebon : Ralph le loup, Pete le puma, Cecil la tortue et le narrateur
- Mark Lesser : Charlie le chien et Beaky le vautour
- Nathalie Homs : Hazel la sorcière
- Christophe Desmottes : Rocky et Mugsy
- Évelyne Grandjean : la cliente du café
- Dorothée Pousséo : un garçon
- Gérard Surugue, Audrey Sourdive, Guillaume Lebon, Mark Lesser, Jean-Claude Donda, Pascal Casanova, Frédéric Souterelle, Paul Borne, Boris Rehlinger, Emmanuel Curtil, Sandie Masson, Laura Zichy et Guillaume Desmarchelier : voix additionnelles
version française
  - société de doublage : Dubbing Brothers
  - direction artistique : Danièlle Bachelet
  - adaptation : Patrick Taieb et Anthony Dal Molin

## Épisodes

### Saison 1
| Episode | Segment (Numéro de production)    | Titre EN                               | Titre FR                            | Réalisation                                                | Scénario | Studio d'animation | Première diffusion US (HBOMax) | Première diffusion FR (Boomerang) | Première diffusion FR (Okoo) |
| ------- | --------------------------------- | -------------------------------------- | ----------------------------------- | ---------------------------------------------------------- | --- | ------------------ | ------------------------------ | --------------------------------- | ---------------------------- |
| 1       | 1a (001)                          | The Curse of the Monkeybird**          | La Malédiction de l'Oiseau Singe    | Pete Browngardt                                            | Eddie Trigueros, Pete Browngardt, Johnny Ryan                                                               | Yowza! Animation   | 27 mai 2020                    | 1er juin 2021                     | 5 septembre 2021             |
| 1       | 1b (115)                          | Deflating Planet                       | Interlude                           | Kenny Pittenger                                            | Andrew Dickman, Kenny Pittenger, Johnny Ryan, Jacob Fleisher                                                | Yowza! Animation   | 27 mai 2020                    | 1er juin 2021                     | 5 septembre 2021             |
| 1       | 1c (048)                          | Harm Wrestling                         | Bras d'enfer                        | David Gemmill                                              | Ryan Khatam, David Gemmill, Johnny Ryan, Jacob Fleisher                                                     | Yowza! Animation   | 27 mai 2020                    | 1er juin 2021                     | 5 septembre 2021             |
| 2       | 2a (072)                          | Big League Beast                       | Un match monstrueux                 | Kenny Pittenger                                            | Andrew Dickman, Kenny Pittenger, Johnny Ryan, Jacob Fleisher                                                | Tonic DNA          | 27 mai 2020                    | 1er juin 2021                     | 5 septembre 2021             |
| 2       | 2b (076)                          | Mini Elmer                             | Interlude                           | David Gemmill                                              | Caroline Director, David Gemmill, Johnny Ryan                                                               | Yowza! Animation   | 27 mai 2020                    | 1er juin 2021                     | 5 septembre 2021             |
| 2       | 2c (037)                          | Firehouse Frenzy                       | Au Feu, les pompiers !              | Kenny Pittenger                                            | Andrew Dickman, Kenny Pittenger, Alex Kirwan, Johnny Ryan, Jacob Fleisher                                   | Yowza! Animation   | 27 mai 2020                    | 1er juin 2021                     | 5 septembre 2021             |
| 3       | 3a (056)                          | Boo! AppeTweet                         | Bon appéti-ti                       | Kenny Pittenger                                            | Andrew Dickman, Kenny Pittenger, Johnny Ryan, Jacob Fleisher                                                | Yowza! Animation   | 27 mai 2020                    | 9 juin 2021                       | 5 septembre 2021             |
| 3       | 3b (076)                          | Plunger                                | Interlude                           | David Gemmill                                              | Caroline Director, David Gemmill, Johnny Ryan                                                               | Yowza! Animation   | 27 mai 2020                    | 9 juin 2021                       | 5 septembre 2021             |
| 3       | 3c (058)                          | Bubble Dum                             | Un mâcheur sachant mâcher           | Kenny Pittenger                                            | Charlotte Jackson, Kenny Pittenger, Johnny Ryan, Jacob Fleisher                                             | Yowza! Animation   | 27 mai 2020                    | 9 juin 2021                       | 5 septembre 2021             |
| 4       | 4a (019)                          | Pain in the Ice                        | La patinoire                        | David Gemmill                                              | David Gemmill, Johnny Ryan, Pete Browngardt                                                                 | Yowza! Animation   | 27 mai 2020                    | 16 juin 2021                      | 5 septembre 2021             |
| 4       | 4b (032)                          | Tunnel Vision                          | Illusion d'optique                  | Ryan Kramer                                                | Ryan Kramer, Johnny Ryan                                                                                    | Yearim Productions | 27 mai 2020                    | 16 juin 2021                      | 5 septembre 2021             |
| 4       | 4c (005)                          | Pool Bunny                             | La Piscine                          | Ryan Kramer                                                | Andy Gonsalves, Ryan Kramer, Johnny Ryan                                                                    | Snipple Animation  | 27 mai 2020                    | 16 juin 2021*                     | 5 septembre 2021             |
| 5       | 5a (007)                          | Pest Coaster                           | Le Grand Huit                       | Ryan Kramer                                                | Ryan Kramer, Pete Browngardt, Johnny Ryan                                                                   | Snipple Animation  | 27 mai 2020                    | 16 juin 2021                      | 12 septembre 2021            |
| 5       | 5b (002)                          | Rhino Ya Don't                         | La défense de Titi                  | Ryan Kramer                                                | Ryan Kramer, Johnny Ryan, Pete Browngardt                                                                   | Yearim Productions | 27 mai 2020                    | 16 juin 2021*                     | 12 septembre 2021            |
| 6       | 6a (027)                          | Buzzard School                         | L'école des vautours                | David Gemmill                                              | Michael Ruocco, David Gemmill, Johnny Ryan                                                                  | Yowza! Animation   | 27 mai 2020                    | 16 juin 2021                      | 12 septembre 2021            |
| 6       | 6b (115)                          | Living Planet                          | Titre français inconnu              | Kenny Pittenger                                            | Andrew Dickman, Kenny Pittenger, Johnny Ryan, Jacob Fleisher                                                | Yowza! Animation   | 27 mai 2020                    | 16 juin 2021                      | 12 septembre 2021            |
| 6       | 6c (050)                          | Wet Cement**                           | Ciment frais                        | David Gemmill                                              | David Gemmill,Michael Ruocco, Johnny Ryan                                                                   | Yowza! Animation   | 27 mai 2020                    | 16 juin 2021                      | 12 septembre 2021            |
| 7       | 7a (043)                          | Siberian Sam                           | Sam le Sibérien                     | Ryan Kramer                                                | Andy Gonsalves, Ryan Kramer, Johnny Ryan, Jake Fleisher                                                     | Snipple Animation  | 27 mai 2020                    | 23 juin 2021*                     | 12 septembre 2021            |
| 7       | 7b (076)                          | Moving Hole                            | Interlude                           | David Gemmill                                              | Caroline Director, Kenny Pittenger, Johnny Ryan                                                             | Yowza! Animation   | 27 mai 2020                    | 23 juin 2021                      | 12 septembre 2021            |
| 7       | 7c (042)                          | Fleece & Desist                        | Boulot, mouton, dodo                | David Gemmill                                              | Michael Ruocco, David Gemmill, Johnny Ryan, Jacob Fleisher                                                  | Yowza! Animation   | 27 mai 2020                    | 23 juin 2021                      | 12 septembre 2021            |
| 7       | 7d (115)                          | Mirror Planet                          | Interlude                           | Kenny Pittenger                                            | Andrew Dickman, Kenny Pittenger, Johnny Ryan, Jacob Fleisher                                                | Yowza! Animation   | 27 mai 2020                    | 23 juin 2021                      | 12 septembre 2021            |
| 8       | 8a (068)                          | Grilled Rabbit                         | Un lapin sur le grill               | Kenny Pittenger                                            | Charlotte Jackson, Kenny Pittenger, Johnny Ryan, Jacob Fleisher                                             | Yowza! Animation   | 27 mai 2020                    | 23 juin 2021*                     | 12 septembre 2021            |
| 8       | 8b (057)                          | Cactus if you Can                      | Cactus doulourus                    | David Gemmill                                              | Michael Ruocco, David Gemmill                                                                               | Yowza! Animation   | 27 mai 2020                    | 23 juin 2021                      | 12 septembre 2021            |
| 8       | 8c (080)                          | Shower Shuffle                         | Douche froide                       | Kenny Pittenger                                            | Charlotte Jackson, Kenny Pittenger, Johnny Ryan, Jacob Fleisher                                             | Yowza! Animation   | 27 mai 2020                    | 23 juin 2021*                     | 12 septembre 2021            |
| 9       | 9a (065)                          | Overdue Duck                           | Un prêté pour un rendu              | Ryan Kramer                                                | Mike Pelensky, Ryan Kramer, Johnny Ryan, Jacob Fleisher                                                     | Yowza! Animation   | 27 mai 2020                    | 23 juin 2021                      | 19 septembre 2021            |
| 9       | 9b (076)                          | Bees                                   | Interlude                           | David Gemmill                                              | Caroline Director, David Gemmill, Johnny Ryan                                                               | Yowza! Animation   | 27 mai 2020                    | 23 juin 2021                      | 19 septembre 2021            |
| 9       | 9c (059)                          | Vincent Van Fudd                       | Artiste pas mal du tout             | David Gemmill                                              | Caroline Director, David Gemmill, Johnny Ryan                                                               | Snipple Animation  | 27 mai 2020                    | 23 juin 2021*                     | 19 septembre 2021            |
| 10      | 10a (038)                         | Hare Restoration                       | Les cheveux                         | Kenny Pittenger                                            | Charlotte Jackson, Kenny Pittenger, Johnny Ryan, Jacob Fleisher                                             | Snipple Animation  | 27 mai 2020                    | 30 juin 2021*                     | 19 septembre 2021            |
| 10      | 10b (036)                         | TNT Trouble                            | Un repas explosif                   | David Gemmill                                              | Ryan Khatam, David Gemmill, Alex Kirwan                                                                     | Yearim Productions | 27 mai 2020                    | 30 juin 2021                      | 19 septembre 2021            |
| 10      | 10c (081)                         | Plumber's Quack                        | Le couac du plombier                | Ryan Kramer                                                | Mike Pelensky, Ryan Kramer, Johnny Ryan, Jacob Fleisher                                                     | Yowza! Animation   | 27 mai 2020                    | 30 juin 2021                      | 19 septembre 2021            |
| 11      | 11 (034, 119, 126, 131, 136, 095) | Bugs Bunny's 24-Carrot Holiday Special | Les fêtes 24 carottes de Bugs Bunny | Peter Browngardt David Gemmill Kenny Pittenger Ryan Kramer | Gabe De Valle, Peter Browngardt, Johnny Ryan, Jacob Fleisher, Michael Ruocco, Andrew Dickman, Chris Allison | Snipple Animation  | 3 décembre 2020                | 21 décembre 2021                  | 9 janvier 2022               |
| 12      | 12a (091)                         | Daffucino                              | Daffucino                           | David Gemmill                                              | Caroline Director, David Gemmill, Johnny Ryan, Jacob Fleisher                                               | Snipple Animation  | 21 janvier 2021                | 30 juin 2021*                     | 19 septembre 2021            |
| 12      | 12b (076)                         | Moving Hole                            | Interlude                           | David Gemmill                                              | Caroline Director, David Gemmill, Johnny Ryan                                                               | Yowza! Animation   | 21 janvier 2021                | 30 juin 2021                      | 19 septembre 2021            |
| 12      | 12c (054)                         | Kitty Livin                            | Une piaule qui miaule               | David Gemmill                                              | Ryan Khatam, David Gemmill, Johnny Ryan, Jacob Fleisher                                                     | Snipple Animation  | 21 janvier 2021                | 30 juin 2021                      | 19 septembre 2021            |
| 13      | 13a (082)                         | Chain Gang(sters)                      | Bugs hors la loi                    | Ryan Kramer                                                | Andy Gonsalves, Ryan Kramer, Johnny Ryan, Jacob Fleisher                                                    | Snipple Animation  | 21 janvier 2021                | 30 juin 2021*                     | 19 septembre 2021            |
| 13      | 13b                               | Sylvester Car Jack Lift                | Interlude                           | David Gemmill                                              | Caroline Director, David Gemmill, Johnny Ryan, Jacob Fleisher                                               | Snipple Animation  | 21 janvier 2021                | 30 juin 2021                      | 19 septembre 2021            |
| 13      | 13c (075)                         | Falling for It !                       | Chute libre                         | Ryan Kramer                                                | Andy Gonsalves, Ryan Kramer, Johnny Ryan, Jacob Fleisher                                                    | Yowza! Animation   | 21 janvier 2021                | 30 juin 2021                      | 19 septembre 2021            |
| 14      | 14a (060)                         | Taziator**                             | Taziator                            | David Gemmill                                              | Michael Ruocco, David Gemmill, Johnny Ryan, Jacob Fleisher                                                  | Snipple Animation  | 21 janvier 2021                | 5 juillet 2021                    | 26 septembre 2021            |
| 14      | 14b (115)                         | Little Martian                         | Interlude                           | Kenny Pittenger                                            | Andrew Dickman, Kenny Pittenger, Johnny Ryan, Jacob Fleisher                                                | Yowza! Animation   | 21 janvier 2021                | 5 juillet 2021                    | 26 septembre 2021            |
| 14      | 14c (094)                         | Climate Control                        | Contrôle climatique                 | Ryan Kramer                                                | Andy Gonsalves, Ryan Kramer, Johnny Ryan, Jacob Fleisher                                                    | Snipple Animation  | 21 janvier 2021                | 5 juillet 2021                    | 26 septembre 2021            |
| 15      | 15a (022)                         | Lepreconned                            | Le Leprechaun                       | Kenny Pittenger                                            | Andrew Dickman, Kenny Pittenger, Johnny Ryan, Jacob Fleisher                                                | Snipple Animation  | 21 janvier 2021                | 6 juillet 2021                    | 26 septembre 2021            |
| 15      | 15b (115)                         | Flag Won’t Stay Straight               | Interlude                           | Kenny Pittenger                                            | Andrew Dickman, Kenny Pittenger, Johnny Ryan, Jacob Fleisher                                                | Yowza! Animation   | 21 janvier 2021                | 6 juillet 2021                    | 26 septembre 2021            |
| 15      | 15c (028)                         | Brave New Home                         | Ma maison autonome                  | Ryan Kramer                                                | Chris Allison, Ryan Krmaer, Johnny Ryan                                                                     | Yowza! Animation   | 21 janvier 2021                | 6 juillet 2021                    | 26 septembre 2021            |
| 16      | 16a (009)                         | The Case of Porky’s Pants              | L'affaire du pantalon de Porky      | Kenny Pittenger                                            | Charlotte Jackson, Kenny Pittenger, Johnny Ryan, Jacob Fleisher                                             | Snipple Animation  | 21 janvier 2021                | 7 juillet 2021                    | 26 septembre 2021            |
| 16      | 16b (059)                         | Fully Vetted                           | La visite médicale                  | Kenny Pittenger                                            | David Shair, Kenny Pittenger, Johnny Ryan, Jacob Fleisher                                                   | Snipple Animation  | 21 janvier 2021                | 7 juillet 2021*                   | 26 septembre 2021            |
| 17      | 17a (045)                         | Erabbitcator                           | Eradicabugs                         | Kenny Pittenger                                            | Andrew Dickman, Kenny Pittenger, Johnny Ryan, Jacob Fleisher                                                | Snipple Animation  | 21 janvier 2021                | 8 juillet 2021                    | 26 septembre 2021            |
| 17      | 17b (115)                         | Planet Split in 2                      | Interlude                           | Kenny Pittenger                                            | Andrew Dickman, Kenny Pittenger, Johnny Ryan, Jacob Fleisher                                                | Yowza! Animation   | 21 janvier 2021                | 8 juillet 2021                    | 26 septembre 2021            |
| 17      | 17c (025)                         | The Sales Duck                         | Daffy vendeur                       | Ryan Kramer                                                | Ryan Kramer, Johnny Ryan, Peter Browngardt                                                                  | Yowza! Animation   | 21 janvier 2021                | 8 juillet 2021                    | 26 septembre 2021            |
| 18      | 18a (006)                         | Pitcher Porky**                        | Porky se lance                      | David Gemmill                                              | Michael Ruocco, David Gemmill, Peter Browngardt, Johnny Ryan                                                | Yowza! Animation   | 21 janvier 2021                | 9 juillet 2021                    | 3 octobre 2021               |
| 18      | 18b                               | Cherry Picker                          | Interlude                           | David Gemmill                                              | Caroline Director, David Gemmill, Johnny Ryan, Jacob Fleisher                                               | Snipple Animation  | 21 janvier 2021                | 9 juillet 2021                    | 3 octobre 2021               |
| 18      | 18c (087)                         | Duck Duck Boom!                        | Chasse en cours                     | Ryan Kramer                                                | Chris Allison, Ryan Kramer, Johnny Ryan, Jacob Fleisher                                                     | Yowza! Animation   | 21 janvier 2021                | 9 juillet 2021                    | 3 octobre 2021               |
| 19      | 19a (016)                         | Postalgeist***                         | Les livreurs                        | David Gemmill                                              | Ryan Khatam, David Gemmill, Johnny Ryan, Alex Kirwin                                                        | Yowza! Animation   | 21 janvier 2021                | 10 juillet 2021                   | 3 octobre 2021               |
| 19      | 19b                               | Anvil                                  | Interlude                           | David Gemmill                                              | Caroline Director, David Gemmill, Johnny Ryan, Jacob Fleisher                                               | Snipple Animation  | 21 janvier 2021                | 10 juillet 2021                   | 3 octobre 2021               |
| 19      | 19c (070)                         | Fudds Bunny                            | Elmer le lapin                      | Kenny Pittenger                                            | David Shair, Kenny Pittenger, Johnny Ryan, Jacob Fleisher                                                   | Snipple Animation  | 21 janvier 2021                | 10 juillet 2021                   | 3 octobre 2021               |
| 20      | 20a (084)                         | Shoe Shine-nanigans                    | De quoi semelle-t-il ?              | David Gemmill                                              | Michael Ruocco, David Gemmill, Johnny Ryan, Jacob Fleisher                                                  | Snipple Animation  | 21 janvier 2021                | 11 juillet 2021                   | 3 octobre 2021               |
| 20      | 20b (093)                         | Multiply and Conquer                   | Vil coyote, chef de meute           | Ryan Kramer                                                | Mike Pelensky, Ryan Kramer, Johnny Ryan, Jacob Fleisher                                                     | Yowza! Animation   | 21 janvier 2021                | 11 juillet 2021                   | 3 octobre 2021               |
| 20      | 20c (049)                         | Parky Pig                              | Porking pig                         | David Gemmill                                              | Caroline Director, David Gemmill, Johnny Ryan, Jacob Fleisher                                               | Yearim Productions | 21 janvier 2021                | 11 juillet 2021                   | 3 octobre 2021               |
| 21      | 21a (033)                         | Shell Shocked                          | Une tortue trop rapide              | Peter Browngardt                                           | Gabe De Valle, Peter Browngardt, Johnny Ryan, Jacob Fleisher                                                | Yowza! Animation   | 21 janvier 2021                | 12 juillet 2021                   | 3 octobre 2021               |
| 21      | 21b (040)                         | The Daffy Dentist                      | Daffy dentiste                      | David Gemmill                                              | Caroline Director, David Gemmill, Johnny Ryan, Jacob Fleisher                                               | Snipple Animation  | 21 janvier 2021                | 12 juillet 2021                   | 3 octobre 2021               |
| 22      | 22a (106)                         | Puma Problems                          | Problème de puma                    | Kenny Pittenger                                            | David Shair, Kenny Pittenger, Johnny Ryan, Jacob Fleisher                                                   | Tonic DNA          | 29 avril 2021                  | 20 novembre 2021                  | 16 janvier 2022              |
| 22      | 22b (115)                         | Bowling Ball                           | Interlude                           | Kenny Pittenger                                            | Andrew Dickman, Kenny Pittenger, Johnny Ryan, Jacob Fleisher                                                | Yowza! Animation   | 29 avril 2021                  | 20 novembre 2021                  | 16 janvier 2022              |
| 22      | 22c (051)                         | Duplicate Daffy                        | Daffy et la photocopieuse           | Ryan Kramer                                                | Chris Allison, Kenny Pittenger, Johnny Ryan, Jacob Fleisher                                                 | Yowza! Animation   | 29 avril 2021                  | 20 novembre 2021                  | 16 janvier 2022              |
| 23      | 23a (103)                         | Key-Tastrophe                          | Aux trousses du trousseau           | Ryan Kramer                                                | Andy Gonsalves, Ryan Kramer, Johnny Ryan, Jacob Fleisher                                                    | Yowza! Animation   | 29 avril 2021                  | 20 novembre 2021                  | 16 janvier 2022              |
| 23      | 23b (076)                         | Hammer the Rabbit Hole                 | Interlude                           | David Gemmill                                              | Caroline Director, David Gemmill, Johnny Ryan                                                               | Yowza! Animation   | 29 avril 2021                  | 20 novembre 2021                  | 16 janvier 2022              |
| 23      | 23c                               | A Devil of a Drink                     | T'as bu la Taz !                    | Kenny Pittenger                                            | Andrew Dickman, Kenny Pittenger, Johnny Ryan, Jacob Fleisher                                                | Yowza! Animation   | 29 avril 2021                  | 20 novembre 2021                  | 16 janvier 2022              |
| 24      | 24a (094)                         | Weaselin’ In                           | Charlie et la belette               | Kenny Pittenger                                            | Andrew Dickman, Kenny Pittenger, Johnny Ryan, Jacob Fleisher                                                | Snipple Animation  | 29 avril 2021                  | 21 novembre 2021                  | 23 janvier 2022              |
| 24      | 24b (064)                         | Time Out                               | Temps mort !                        | David Gemmill                                              | Ryan Khatam, David Gemmill, Johnny Ryan, Jacob Fleisher                                                     | Snipple Animation  | 29 avril 2021                  | 21 novembre 2021                  | 23 janvier 2022              |
| 25      | 25a (111)                         | Bounty Bunny                           | Bugs en prime                       | Ryan Kramer                                                | Mike Pelensky, Ryan Kramer, Johnny Ryan, Jacob Fleisher                                                     | Snipple Animation  | 29 avril 2021                  | 21 novembre 2021                  | 23 janvier 2022              |
| 25      | 25b (076)                         | Underwear                              | Interlude                           | David Gemmill                                              | Caroline Director, David Gemmill, Johnny Ryan                                                               | Yowza! Animation   | 29 avril 2021                  | 21 novembre 2021                  | 23 janvier 2022              |
| 25      | 25c (066)                         | Vender Bender                          | Un Distributeur Buté                | Kenny Pittenger                                            | Andrew Dickman, Kenny Pittenger, Johnny Ryan, Jacob Fleisher                                                | Yowza! Animation   | 29 avril 2021                  | 21 novembre 2021                  | 23 janvier 2022              |
| 26      | 26a (104)                         | Mallard Practice                       | Daffy avocat                        | Ryan Kramer                                                | Chris Allison, Ryan Kramer, Johnny Ryan, Jacob Fleisher                                                     | Snipple Animation  | 29 avril 2021                  | 27 novembre 2021                  | 30 janvier 2022              |
| 26      | 26b                               | Mouse                                  | Interlude                           | David Gemmill, Michael Ruocco                              | Michael Ruocco, David Gemmill, Johnny Ryan, Jacob Fleisher                                                  | Yowza! Animation   | 29 avril 2021                  | 27 novembre 2021                  | 30 janvier 2022              |
| 26      | 26c (117)                         | Born To Be Wile E.                     | Coyote Motard                       | David Gemmill                                              | Caroline Director, David Gemmill, Johnny Ryan, Jacob Fleisher                                               | Yowza! Animation   | 29 avril 2021                  | 27 novembre 2021                  | 30 janvier 2022              |
| 27      | 27a (010)                         | Raging Granny                          | Mémé remonte sur la ring            | Ryan Kramer                                                | Chris Allison, Ryan Kramer, Johnny Ryan                                                                     | Yearim Productions | 29 avril 2021                  | 27 novembre 2021                  | 30 janvier 2022              |
| 27      | 27b                               | Famous                                 | Interlude                           | Ryan Kramer                                                | Chris Allison, Ryan Kramer, Johnny Ryan, Jacob Fleisher                                                     | Yowza! Animation   | 29 avril 2021                  | 27 novembre 2021                  | 30 janvier 2022              |
| 27      | 27c (046)                         | Spare Me                               | Pneu mieux faire !                  | Ryan Kramer                                                | Chris Allison, Ryan Kramer, Johnny Ryan, Jacob Fleisher                                                     | Yowza! Animation   | 29 avril 2021                  | 27 novembre 2021                  | 30 janvier 2022              |
| 28      | 28a (110)                         | Marv Attacks!                          | Marv attaque !                      | Ryan Kramer                                                | Andy Gonsalves, Ryan Kramer, Jacob Fleisher, Johnny Ryan                                                    | Yowza! Animation   | 29 avril 2021                  | 28 novembre 2021                  | 13 mars 2022                 |
| 28      | 28b                               | A Wolf in Cheap Clothing               | Ralph et l'art du déguisement       | David Gemmill                                              | Michael Ruocco, David Gemmill, Johnny Ryan, Jacob Fleisher                                                  | Yowza! Animation   | 29 avril 2021                  | 28 novembre 2021                  | 13 mars 2022                 |
| 29      | 29a (003)                         | High Speed Hare                        | Lutte anti luttin                   | Pete Browngardt                                            | Kenny Pittenger, Pete Browngardt, Johnny Ryan                                                               | Yowza! Animation   | 29 avril 2021                  | 28 novembre 2021*                 | 13 mars 2022                 |
| 29      | 29b                               | Rattle Snake                           | Interlude                           | David Gemmill, Michael Ruocco                              | Michael Ruocco, David Gemmill, Johnny Ryan, Jacob Fleisher                                                  | Yowza! Animation   | 29 avril 2021                  | 28 novembre 2021                  | 13 mars 2022                 |
| 29      | 29c                               | Nutty Devil                            | Un diable à la noix                 | Ryan Kramer                                                | Andy Gonsalves, Ryan Kramer, Jacob Fleisher, Johnny Ryan                                                    | Yowza! Animation   | 29 avril 2021                  | 28 novembre 2021                  | 13 mars 2022                 |
| 30      | 30a (074)                         | Pigture Perfect                        | La photo parfaite                   | David Gemmill                                              | Caroline Director, David Gemmill, Johnny Ryan, Jacob Fleisher                                               | Snipple Animation  | 29 avril 2021                  | 4 décembre 2021*                  | 20 mars 2022                 |
| 30      | 30b                               | Grappling Hook                         | Interlude                           | David Gemmill                                              | Michael Ruocco, David Gemmill, Johnny Ryan, Jacob Fleisher                                                  | Snipple Animation  | 29 avril 2021                  | 4 décembre 2021                   | 20 mars 2022                 |
| 30      | 30c (083)                         | Swoop De Doo                           | Œil de Faucon                       | David Gemmill                                              | Ryan Khatam, David Gemmill, Johnny Ryan, Jacob Fleisher                                                     | Snipple Animation  | 29 avril 2021                  | 4 décembre 2021                   | 20 mars 2022                 |
| 31      | 31a (102)                         | A Pane to Wash                         | Plus qu'un immeuble !               | David Gemmill                                              | Caroline Director, David Gemmill, Johnny Ryan, Jacob Fleisher                                               | Yowza! Animation   | 29 avril 2021                  | 4 décembre 2021                   | 5 juin 2022                  |
| 31      | 31b                               | High Wire                              | Interlude                           | David Gemmill                                              | Michael Ruocco, David Gemmill, Johnny Ryan, Jacob Fleisher                                                  | Snipple Animation  | 29 avril 2021                  | 4 décembre 2021                   | 5 juin 2022                  |
| 31      | 31c (079)                         | Saddle Sore                            | Sam le dresseur                     | Ryan Kramer                                                | Chris Allison, Ryan Kramer, Johnny Ryan, Jacob Fleisher                                                     | Yowza! Animation   | 29 avril 2021                  | 4 décembre 2021                   | 5 juin 2022                  |

(*) : Certaines scènes montrant des séquences choquants et violents ont été censurés par Boomerang Europe.
(**) : Ce segment a été présenté en avant première lors du Festival international du film d'animation d'Annecy en 2019.
(***) : Ce segment a été présenté en avant première lors du Festival San Diego Comic-Con en 2020.

### Saison 2
| Episode | Segment   | Titre EN                 | Titre FR                       | Réalisation                   | Scénario                                                         | Studio d'animation | Première diffusion US (HBOMax) | Première diffusion FR (Boomerang)        | Première diffusion FR (Okoo) |
| ------- | --------- | ------------------------ | ------------------------------ | ----------------------------- | ---------------------------------------------------------------- | ------------------ | ------------------------------ | ---------------------------------------- | ---------------------------- |
| 1       | 1a (098)  | Red White and Bruised    | Titi à la caserne              | Ryan Kramer                   | Mike Pelensky, Ryan Kramer, Johnny Ryan, Jacob Fleisher          | Titmouse           | 8 juillet 2021                 | 8 janvier 2022                           | 5 juin 2022                  |
| 1       | 1b        | Bunny                    | Interlude                      | David Gemmill, Michael Ruocco | Michael Ruocco, David Gemmill, Johnny Ryan, Jacob Fleisher       | Yowza! Animation   | 8 juillet 2021                 | 8 janvier 2022                           | 5 juin 2022                  |
| 1       | 1c (120)  | Jet Porkpelled           | Le Jet-Pack                    | Ryan Kramer                   | Mike Pelensky, Ryan Kramer, Johnny Ryan, Jacob Fleisher          | Snipple Animation  | 8 juillet 2021                 | 8 janvier 2022                           | 5 juin 2022                  |
| 2       | 2a (013)  | Mummy Dummy**            | Bugsès II contre la momie      | David Gemmill                 | Michael Ruocco David Gemmill Johnny Ryan Pete Browngardt         | Yowza! Animation   | 8 juillet 2021                 | 8 janvier 2022*                          | 12 juin 2022                 |
| 2       | 2b        | Shrinking Telephone Pole | Interlude                      | David Gemmill                 | Michael Ruocco David Gemmill Johnny Ryan Jacob Fleisher          | Snipple Animation  | 8 juillet 2021                 | 8 janvier 2022                           | 12 juin 2022                 |
| 2       | 2c (152)  | In the Road Again!       | Le coyote et le nid de poule   | Kenny Pittenger               | Andrew Dickman Kenny Pittenger Johnny Ryan Jacob Fleisher        | Yowza! Animation   | 8 juillet 2021                 | 8 janvier 2022                           | 12 juin 2022                 |
| 3       | 3a (113)  | Emotional Support Duck   | Daffy, soutien émotionnel      | Ryan Kramer                   | Chris Allison Ryan Kramer Johnny Ryan Jacob Fleisher             | Snipple Animation  | 8 juillet 2021                 | 9 janvier 2022*                          | 12 juin 2022                 |
| 3       | 3b        | Tennis                   | Interlude                      | Ryan Kramer                   | Chris Allison Ryan Kramer Johnny Ryan Jacob Fleisher             | Snipple Animation  | 8 juillet 2021                 | 9 janvier 2022                           | 12 juin 2022                 |
| 3       | 3c (187)  | Adopt Me!                | Adopte-moi !                   | Ryan Kramer                   | Mike Pelensky Ryan Kramer Alex Kirwan Johnny Ryan Jacob Fleisher | Snipple Animation  | 8 juillet 2021                 | 9 janvier 2022                           | 12 juin 2022                 |
| 4       | 4a (100)  | Rage Rover               | La soucoupe est pleine !       | David Gemmill                 | Michael Ruocco David Gemmill Johnny Ryan Jacob Fleisher          | Yowza! Animation   | 8 juillet 2021                 | 9 janvier 2022                           | 19 juin 2022                 |
| 4       | 4b        | To Hive and to Hold      | La ruche de l'amour            | Ryan Kramer                   | Mike Pelensky Ryan Kramer Johnny Ryan Jacob Fleisher             | Yowza! Animation   | 8 juillet 2021                 | 9 janvier 2022                           | 19 juin 2022                 |
| 4       | 4c (133)  | Battle Stations          | La guerre des stations         | Ryan Kramer                   | Chris Allison Ryan Kramer Johnny Ryan Jacob Fleisher             | Yowza! Animation   | 8 juillet 2021                 | 9 janvier 2022*                          | 19 juin 2022                 |
| 5       | 5a (088)  | Bonehead                 | Il y a comme un os...          | Pete Browngardt               | Gabe Del Valle Pete Browngardt Johnny Ryan Jacob Fleisher        | Snipple Animation  | 8 juillet 2021                 | 15 janvier 2022                          | 19 juin 2022                 |
| 5       | 5b (055)  | Relax!                   | Détends-toi !                  | Ryan Kramer                   | Andy Gonsalves Ryan Kramer Johnny Ryan Jacob Fleisher            | Yowza! Animation   | 8 juillet 2021                 | Non diffusé Censuré par Boomerang Europe | 19 juin 2022                 |
| 6       | 6a (096)  | Rotund Rabbit            | Lapin dodu                     | Kenny Pittenger               | David Shair Kenny Pittenger Johnny Ryan Jacob Fleisher           | Snipple Animation  | 8 juillet 2021                 | 15 janvier 2022                          | 26 juin 2022                 |
| 6       | 6b (122)  | Hog Wash                 | Eh bain, Porky ?               | Kenny Pittenger               | Charlotte Jackson Kenny Pittenger Johnny Ryan Jacob Fleisher     | Yowza! Animation   | 8 juillet 2021                 | 15 janvier 2022                          | 26 juin 2022                 |
| 7       | 7a (061)  | Nip and Duck             | Daffy tailleur                 | David Gemmill                 | Caroline Director David Gemmill Johnny Ryan Jacob Fleisher       | Snipple Animation  | 8 juillet 2021                 | 16 janvier 2022*                         | 26 juin 2022                 |
| 7       | 7b        | Circular Fan             | Interlude                      | David Gemmill                 | Michael Ruocco David Gemmill Johnny Ryan Jacob Fleisher          | Snipple Animation  | 8 juillet 2021                 | 16 janvier 2022                          | 26 juin 2022                 |
| 7       | 7c (116)  | Asphalt and Battery      | Coyote, le bâtisseur de routes | Kenny Pittenger               | David Shair Kenny Pittenger Johnny Ryan Jacob Fleisher           | Yowza! Animation   | 8 juillet 2021                 | 16 janvier 2022                          | 26 juin 2022                 |
| 8       | 8a (160)  | Battle of the Bunk       | Le dessus du lit               | Kenny Pittenger               | Gabe Del Valle Kenny Pittenger Johnny Ryan Jacob Fleisher        | Snipple Animation  | 8 juillet 2021                 | 16 janvier 2022                          | 11 septembre 2022            |
| 8       | 8b        | Pull the Carpet Out      | Interlude                      | Ryan Kramer                   | Chris Allison Ryan Kramer Johnny Ryan Jacob Fleisher             | Snipple Animation  | 8 juillet 2021                 | 16 janvier 2022                          | 11 septembre 2022            |
| 8       | 8c (078)  | Hot Air Buffoon          | Le bouffon à air chaud         | Kenny Pittenger               | David Shair Kenny Pittenger Johnny Ryan Jacob Fleisher           | Yowza! Animation   | 8 juillet 2021                 | 16 janvier 2022                          | 11 septembre 2022            |
| 9       | 9a (004)  | Basket Bugs**            | Bugs basketteur                | David Gemmill                 | Pete Browngardt David Gemmill Johnny Ryan                        | Snipple Animation  | 8 juillet 2021                 | 22 janvier 2022                          | 11 septembre 2022            |
| 9       | 9b (105)  | A Skate of Confusion!    | Porky le patineur              | Ryan Kramer                   | Mike Pelensky Ryan Kramer Johnny Ryan Jacob Fleisher             | Snipple Animation  | 8 juillet 2021                 | 22 janvier 2022                          | 11 septembre 2022            |
| 10      | 10a (069) | Mt. Neverest             | L'épique pic                   | Ryan Kramer                   | Chris Allison Ryan Kramer Johnny Ryan Jacob Fleisher             | Snipple Animation  | 8 juillet 2021                 | 22 janvier 2022                          | 18 septembre 2022            |
| 10      | 10b       | Zip Line                 | Interlude                      | David Gemmill                 | Michael Ruocco David Gemmill Johnny Ryan Jacob Fleisher          | Snipple Animation  | 8 juillet 2021                 | 22 janvier 2022                          | 18 septembre 2022            |
| 10      | 10c (035) | Fast & Steady            | Vif Coyote                     | David Gemmill                 | Ryan Khatam David Gemmill                                        | Yearim Productions | 8 juillet 2021                 | 22 janvier 2022                          | 18 septembre 2022            |
| 11***   | 11a (193) | Test Pest                | Le test                        | Ryan Kramer                   | Mike Pelensky Michael Ruocco Johnny Ryan Jacob Fleisher          | Snipple Animation  | 19 août 2021                   | 9 avril 2022                             | 18 septembre 2022            |
| 11***   | 11b       | Erase the Leash          | Interlude                      | Ryan Kramer Michael Ruocco    | Chris Allison Ryan Kramer Johnny Ryan Jacob Fleisher             | Snipple Animation  | 19 août 2021                   | 9 avril 2022                             | 18 septembre 2022            |
| 11***   | 11c (027) | Buzzard School****       | L'école des vautours           | David Gemmill                 | Michael Ruocco Johnny Ryan David Gemmill                         | Yowza! Animation   | 19 août 2021                   | 9 avril 2022                             | 18 septembre 2022            |

(*) : Certaines scènes montrant des séquences choquants et violents ont été censurés par Boomerang Europe.
(**) : Ce segment a été présenté en avant première lors du Festival international du film d'animation d'Annecy en 2019.
(***) : Les Looney Tunes font la rentrée
(****) : Rediffusion du segment 6a de la saison 1

### Saison 3
| Episode | Segment  | Titre EN                                | Titre FR                  | Réalisation     | Scénario                                                         | Studio d'animation | Première diffusion US (HBOMax) | Première diffusion FR (Boomerang)        | Première diffusion FR (Okoo) |
| ------- | -------- | --------------------------------------- | ------------------------- | --------------- | ---------------------------------------------------------------- | ------------------ | ------------------------------ | ---------------------------------------- | ---------------------------- |
| 1       | 1a (062) | Sam-merica                              | Sam-érique                | Ryan Kramer     | Andy Gonsalves Ryan Kramer Johnny Ryan Jacob Fleisher            | Snipple Animation  | 25 novembre 2021               | 9 avril 2022                             | 25 septembre 2022            |
| 1       | 1b       | Put the Cat Out - Door Spin             | Interlude                 | Ryan Kramer     | Mike Pelensky Ryan Kramer Johnny Ryan Jacob Fleisher             | Yowza! Animation   | 25 novembre 2021               | 9 avril 2022                             | 25 septembre 2022            |
| 1       | 1c (162) | BBQ Bandit                              | Tournedos Daffyni         | Kenny Pittenger | David Shair Kenny Pittenger Johnny Ryan Jacob Fleisher           | Snipple Animation  | 25 novembre 2021               | 9 avril 2022                             | 25 septembre 2022            |
| 2       | 2a (041) | Happy Birdy to You                      | Joyeux anniversaire       | David Gemmill   | Ryan Khatam David Gemill Johnny Ryan Jacob Fleisher              | Yearim Productions | 25 novembre 2021               | 10 avril 2022                            | 25 septembre 2022            |
| 2       | 2b       | Daffy Psychic: New Love                 | Interlude                 | Ryan Kramer     | Chris Allison Ryan Kramer Johnny Ryan Jacob Fleisher             | Yowza! Animation   | 25 novembre 2021               | 10 avril 2022                            | 25 septembre 2022            |
| 2       | 2c       | Spring Forward, Fall Flat               | En dernier ressort        | David Gemmill   | Caroline Director David Gemill Johnny Ryan Jacob Fleisher        | Yowza! Animation   | 25 novembre 2021               | 10 avril 2022                            | 25 septembre 2022            |
| 3       | 3a (107) | Frame the Feline                        | Piéger le félin           | Kenny Pittenger | Andrew Dickman Kenny Pittenger Johnny Ryan Jacob Fleisher        | Yowza! Animation   | 25 novembre 2021               | 10 avril 2022                            | 2 octobre 2022               |
| 3       | 3b       | Daffy Traffic Cop Stop: Boating License | Interlude                 | David Gemmill   | Ryan Khatam David Gemill Johnny Ryan Jacob Fleisher              | Yowza! Animation   | 25 novembre 2021               | 10 avril 2022                            | 2 octobre 2022               |
| 3       | 3c (158) | Unlucky Strikes                         | Porky perd la boule       | David Gemmill   | Caroline Director David Gemill Johnny Ryan Jacob Fleisher        | Snipple Animation  | 25 novembre 2021               | 10 avril 2022                            | 2 octobre 2022               |
| 4       | 4a (145) | Cro-Mag Numb Skulls                     | Cro pas mignon            | Kenny Pittenger | Gabe de Valle Kenny Pittenger Johnny Ryan Jacob Fleisher         | Snipple Animation  | 25 novembre 2021               | 16 avril 2022                            | 2 octobre 2022               |
| 4       | 4b (144) | Trophy Hunter                           | Tapis rouge pour Elmer    | Ryan Kramer     | Andy Gonsalves Ryan Kramer Johnny Ryan Jacob Fleisher            | Snipple Animation  | 25 novembre 2021               | 16 avril 2022                            | 2 octobre 2022               |
| 5       | 5a (031) | Bathy Daffy                             | Un magnifique canard      | Kenny Pittenger | Kenny Pittenger Johnny Ryan                                      | Yearim Productions | 25 novembre 2021               | 16 avril 2022                            | Inédit                       |
| 5       | 5b       | End of the Leash: Bullseye Painting     | Interlude                 | Ryan Kramer     | Chris Allison Ryan Kramer Johnny Ryan Jacob Fleisher             | Snipple Animation  | 25 novembre 2021               | 16 avril 2022                            | Inédit                       |
| 5       | 5c (044) | Rabbit Sandwich Maker                   | Sandwich au lapin         | Kenny Pittenger | Kenny Pittenger Johnny Ryan Jacob Fleisher                       | Snipple Animation  | 25 novembre 2021               | Non diffusé Censuré par Boomerang Europe | Inédit                       |
| 5       | 5d       | Put the Cat Out: Window                 | Interlude                 | Ryan Kramer     | Mike Pelensky Ryan Kramer Johnny Ryan Jacob Fleisher             | Yowza! Animation   | 25 novembre 2021               | 16 avril 2022                            | Inédit                       |
| 6       | 6a (165) | Pardon the Garden                       | Pétunia la main verte     | David Gemmill   | Caroline Director David Gemill Johnny Ryan Jacob Fleisher        | Snipple Animation  | 25 novembre 2021               | 17 avril 2022                            | Inédit                       |
| 6       | 6b       | Put the Cat Out: Flat on the Door       | Interlude                 | Ryan Kramer     | Mike Pelensky Ryan Kramer Johnny Ryan Jacob Fleisher             | Yowza! Animation   | 25 novembre 2021               | 17 avril 2022                            | Inédit                       |
| 6       | 6c (047) | Downward Duck                           | Daffy le yogi             | Ryan Kramer     | Mike Pelensky Ryan Kramer Johnny Ryan Jacob Fleisher Alex Kirwan | Yearim Productions | 25 novembre 2021               | 17 avril 2022                            | Inédit                       |
| 7       | 7a (161) | Lesson Plan 9 from Outer Space          | 2021, l'Odyssée de Marvin | Kenny Pittenger | Andrew Dickman Kenny Pittenger Johnny Ryan Jacob Fleisher        | Yowza! Animation   | 25 novembre 2021               | 17 avril 2022                            | 16 octobre 2022              |
| 7       | 7b       | Balloon Salesman: Baboon                | Le ballon                 | Ryan Kramer     | Stephen Herczeg Ryan Kramer Johnny Ryan Jacob Fleisher           | Yowza! Animation   | 25 novembre 2021               | 17 avril 2022                            | 16 octobre 2022              |
| 7       | 7c       | Portal Kombat                           | Un portillon tatillon     | David Gemmill   | Michael Ruocco David Gemill Johnny Ryan Jacob Fleisher           | Yowza! Animation   | 25 novembre 2021               | 17 avril 2022                            | 16 octobre 2022              |
| 8       | 8a (020) | Virtual Mortality                       | Irréalité virtuelle       | David Gemmill   | Ryan Khatam David Gemill Johnny Ryan Jacob Fleisher              | Snipple Animation  | 25 novembre 2021               | 23 avril 2022                            | 16 octobre 2022              |
| 8       | 8b       | Daffy Traffic Cop Stop: Lions           | Interlude                 | David Gemmill   | Ryan Khatam David Gemill Johnny Ryan Jacob Fleisher              | Yowza! Animation   | 25 novembre 2021               | 23 avril 2022                            | 16 octobre 2022              |
| 8       | 8c (146) | Miner Threat                            | Sylvestre mineur de fond  | David Gemmill   | Caroline Director David Gemill Johnny Ryan Jacob Fleisher        | Yowza! Animation   | 25 novembre 2021               | 23 avril 2022                            | 16 octobre 2022              |
| 9       | 9a (149) | Fowl Ploy                               | L'oncle Rufus             | Kenny Pittenger | David Shair Kenny Pittenger Johnny Ryan Jacob Fleisher           | Snipple Animation  | 25 novembre 2021               | 23 avril 2022                            | 30 octobre 2022              |
| 9       | 9b (143) | Sword Loser                             | Excalembour               | Ryan Kramer     | Chris Allison Ryan Kramer Johnny Ryan Jacob Fleisher             | Snipple Animation  | 25 novembre 2021               | 23 avril 2022                            | 30 octobre 2022              |

### Saison 4
| Episode | Segment  | Titre EN                            | Titre FR                              | Réalisation     | Scénario                                                     | Studio d'animation | Première diffusion US (HBOMax) | Première diffusion FR (Boomerang)        | Première diffusion FR (Okoo) |
| ------- | -------- | ----------------------------------- | ------------------------------------- | --------------- | ------------------------------------------------------------ | ------------------ | ------------------------------ | ---------------------------------------- | ---------------------------- |
| 1       | 1a (176) | Ring Master Disaster                | Sam Circus                            | Ryan Kramer     | Stephen Herczeg Ryan Kramer Johnny Ryan Jacob Fleisher       | Snipple Animation  | 20 janvier 2022                | 11 juin 2022                             | 30 octobre 2022              |
| 1       | 1b       | Put the Cat Out: Eyeball            | Interlude                             | Ryan Kramer     | Mike Pelensky Ryan Kramer Johnny Ryan Jacob Fleisher         | Yowza! Animation   | 20 janvier 2022                | 11 juin 2022                             | 30 octobre 2022              |
| 1       | 1c (185) | The Pain Event                      | Porky boxeur                          | Kenny Pittenger | Andrew Dickman Kenny Pittenger Johnny Ryan Jacob Fleisher    | Yowza! Animation   | 20 janvier 2022                | 11 juin 2022                             | 30 octobre 2022              |
| 2       | 2a (155) | Drum Schtick!                       | Boom, tchac !                         | Ryan Kramer     | Mike Pelensky Ryan Kramer Johnny Ryan Jacob Fleisher         | Snipple Animation  | 20 janvier 2022                | 11 juin 2022                             | 13 novembre 2022             |
| 2       | 2b       | Bugs Hole Gags 2: Frisbee           | Le trou                               | David Gemmill   | Ryan Khatam David Gemmill Johnny Ryan Jacob Fleisher         | Yowza! Animation   | 20 janvier 2022                | 11 juin 2022                             | 13 novembre 2022             |
| 2       | 2c (178) | Beast A-Birdin                      | La volière                            | Ryan Kramer     | Mike Pelensky Ryan Kramer Johnny Ryan Jacob Fleisher         | Snipple Animation  | 20 janvier 2022                | 11 juin 2022                             | 13 novembre 2022             |
| 3       | 3a (124) | Blunder Arrest                      | Elmer policier                        | Ryan Kramer     | Chris Allison Ryan Kramer Johnny Ryan Jacob Fleisher         | Yowza! Animation   | 20 janvier 2022                | Non diffusé Censuré par Boomerang Europe | 13 novembre 2022             |
| 3       | 3b       | Telephone Pole Gag: Airplane Stairs | Interlude                             | David Gemmill   | Caroline Director David Gemmill Johnny Ryan Jacob Fleisher   | Snipple Animation  | 20 janvier 2022                | 12 juin 2022                             | 13 novembre 2022             |
| 3       | 3c (052) | Cymbal Minded                       | Couac-ophonie                         | Kenny Pittenger | David Shair Kenny Pittenger Johnny Ryan Jacob Fleisher       | Snipple Animation  | 20 janvier 2022                | 12 juin 2022                             | 13 novembre 2022             |
| 4       | 4a (148) | Hook Line and Stinker!              | Pêche aux requins                     | David Gemmill   | Ryan Khatam David Gemmill Johnny Ryan Jacob Fleisher         | Snipple Animation  | 20 janvier 2022                | 12 juin 2022                             | 20 novembre 2022             |
| 4       | 4b       | Balloon Salesman: Everything Pops   | Interlude                             | Ryan Kramer     | Stephen Herczeg Ryan Kramer Johnny Ryan Jacob Fleisher       | Yowza! Animation   | 20 janvier 2022                | 12 juin 2022                             | 20 novembre 2022             |
| 4       | 4c (021) | Don't Treadmill on Me               | Porky se met au sport                 | Ryan Kramer     | Chris Allison Ryan Kramer Johnny Ryan                        | Yearim Productions | 20 janvier 2022                | 12 juin 2022                             | 20 novembre 2022             |
| 5       | 5a (140) | Stained By Me                       | La tâche                              | David Gemmill   | Michael Ruocco David Gemmill Johnny Ryan Jacob Fleisher      | Yowza! Animation   | 20 janvier 2022                | 18 juin 2022*                            | 20 novembre 2022             |
| 5       | 5b (015) | Pilgwim's Pwogwess                  | Le dindon de la farce                 | Ryan Kramer     | Mike Pelensky Ryan Kramer Johnny Ryan                        | Yearim Productions | 20 janvier 2022                | 18 juin 2022*                            | 20 novembre 2022             |
| 6       | 6a (180) | Hideout Hare                        | Rocky et Mugsy en Terrier miné        | Ryan Kramer     | Andy Gonsalves Ryan Kramer Johnny Ryan Jacob Fleisher        | Snipple Animation  | 20 janvier 2022                | 18 juin 2022*                            | 4 décembre 2022              |
| 6       | 6b (177) | Daffy Magician: An Ordinary Mop     | Le Grand Daffini                      | David Gemmill   | Michael Ruocco David Gemmill Johnny Ryan Jacob Fleisher      | Yowza! Animation   | 20 janvier 2022                | 18 juin 2022                             | Inédit                       |
| 7       | 7a (147) | Booby Prize                         | A la recherche des fous à pieds bleus | Ryan Kramer     | Mike Pelensky Ryan Kramer Johnny Ryan Jacob Fleisher         | Snipple Animation  | 20 janvier 2022                | 19 juin 2022                             | 4 décembre 2022              |
| 7       | 7b       | End of the Leash Gags: Pea Shooter  | Interlude                             | Ryan Kramer     | Chris Allison Ryan Kramer Johnny Ryan Jacob Fleisher         | Snipple Animation  | 20 janvier 2022                | 19 juin 2022                             | Inédit                       |
| 7       | 7c       | Balloon Salesman: Porky's Head      | Interlude                             | Ryan Kramer     | Stephen Herczeg Ryan Kramer Johnny Ryan Jacob Fleisher       | Yowza! Animation   | 20 janvier 2022                | 19 juin 2022                             | Inédit                       |
| 8       | 8a (159) | Grand Canyon Canary                 | Le canari du Grand Canyon             | David Gemmill   | Michael Ruocco David Gemmill Johnny Ryan Jacob Fleisher      | Yowza! Animation   | 20 janvier 2022                | 19 juin 2022                             | 11 décembre 2022             |
| 8       | 8b (039) | Hole in Dumb                        | Caddy Daffy à votre service !         | Kenny Pittenger | David Shair Kenny Pittenger Johnny Ryan                      | Yearim Productions | 20 janvier 2022                | 19 juin 2022                             | 11 décembre 2022             |
| 9       | 9a (132) | Funeral for A Fudd                  | Des funérailles pour Fudd             | Kenny Pittenger | Charlotte Jackson Kenny Pittenger Johnny Ryan Jacob Fleisher | Snipple Animation  | 20 janvier 2022                | 25 juin 2022                             | 11 décembre 2022             |
| 9       | 9b (172) | Love Goat                           | La chèvre                             | Ryan Kramer     | Mike Pelensky Ryan Kramer Johnny Ryan Jacob Fleisher         | Snipple Animation  | 20 janvier 2022                | 25 juin 2022                             | 11 décembre 2022             |
| 10      | 10a      | Practical Jerk                      | Porc de rire !                        | Kenny Pittenger | Gabe Del Valle Kenny Pittenger Johnny Ryan Jacob Fleisher    | Yowza! Animation   | 20 janvier 2022                | 25 juin 2022                             | 31 décembre 2023             |
| 10      | 10b      | Bottoms Up                          | Bugs Bunny, plat de résistance        | Kenny Pittenger | David Shair Kenny Pittenger Johnny Ryan                      | Snipple Animation  | 20 janvier 2022                | 25 juin 2022                             | 31 décembre 2023             |

### Saison 5
| Episode | Segment   | Titre EN                            | Titre FR                         | Réalisation     | Scénario                                                              | Studio d'animation | Première diffusion US (HBOMax) | Première diffusion FR (Boomerang)        | Première diffusion FR (Okoo) |
| ------- | --------- | ----------------------------------- | -------------------------------- | --------------- | --------------------------------------------------------------------- | ------------------ | ------------------------------ | ---------------------------------------- | ---------------------------- |
| 1**     | 1a (179)  | Duck Chocolate                      | Canard en chocolat               | Kenny Pittenger | Andrew Dickman Kenny Pittenger Johnny Ryan Jacob Fleisher             | Yowza! Animation   | 3 février 2022                 | 14 février 2023                          | 31 décembre 2023             |
| 1**     | 1b        | Traffic Cop Stop: Lead Foot         | Interlude                        | David Gemmill   | Ryan Khatam David Gemmill Johnny Ryan Jacob Fleisher                  | Yowza! Animation   | 3 février 2022                 | 14 février 2023                          | 31 décembre 2023             |
| 1**     | 1c (142)  | Bunny and the Beast                 | Queen Kong                       | Kenny Pittenger | Andrew Dickman Kenny Pittenger Alex Kirwan Johnny Ryan Jacob Fleisher | Snipple Animation  | 3 février 2022                 | 14 février 2023                          | 31 décembre 2023             |
| 2***    | 2a (128)  | Graveyard Goofs                     | Promenade au cimetière           | Ryan Kramer     | Andy Gonsalves Ryan Kramer Johnny Ryan Jacob Fleisher                 | Tonic DNA          | 29 septembre 2022              | 21 octobre 2023                          | 25 février 2024              |
| 2***    | 2b (073)  | Hex Appeal****                      | Plus moche que moi, tu meurs     | David Gemmill   | Michael Ruocco David Gemmill Alex Kirwan Johnny Ryan Jacob Fleisher   | Yowza! Animation   | 29 septembre 2022              | 21 octobre 2023                          | 25 février 2024              |
| 2***    | 2c (207)  | Inn For Trouble                     | L'hôtel Terreur                  | David Gemmill   | Michael Ruocco David Gemmill Johnny Ryan Jacob Fleisher               | Yowza! Animation   | 29 septembre 2022              | 21 octobre 2023                          | 25 février 2024              |
| 2***    | 2d (013)  | Mummy Dummy*****                    | Un hôtel pharaonique             | David Gemmill   | Michael Ruocco David Gemmill Johnny Ryan Pete Browngardt              | Yowza! Animation   | 29 septembre 2022              | 21 octobre 2023                          | 25 février 2024              |
| 3       | 3a (141)  | Skyscraper Scrap                    | Un déjeuner à la hauteur         | David Gemmill   | Mike Ruocco David Gemmill Johnny Ryan Jacob Fleisher                  | Tonic DNA          | 6 avril 2023                   | 10 juin 2023                             | 13 juillet 2024 (France 3)   |
| 3       | 3b        | Balloon Salesman: Feeling Down      | Interlude                        | Ryan Kramer     | Stephen Herczeg Ryan Kramer Johnny Ryan Jacob Fleisher                | Yowza! Animation   | 6 avril 2023                   | 10 juin 2023                             | 13 juillet 2024 (France 3)   |
| 3       | 3c (197)  | The Devil and the Deep Blue Sea     | Le bateau du diable              | David Gemmill   | Ryan Khantam David Gemmill Johnny Ryan Jacob Fleisher                 | Snipple Animation  | 6 avril 2023                   | 10 juin 2023                             | 13 juillet 2024 (France 3)   |
| 4       | 4a        | Crumb and Get It******              | Des miettes pour Daffy           | Pete Browngardt | Aaron Springer Pete Browngardt                                        | Yowza! Animation   | 6 avril 2023                   | 10 juin 2023                             | 31 décembre 2023             |
| 4       | 4b (157)  | Bugs Hole Gags 2: Mini Bugs         | Interlude                        | David Gemmill   | Ryan Khatam David Gemmill Johnny Ryan Jacob Fleisher                  | Yowza! Animation   | 6 avril 2023                   | 10 juin 2023                             | 31 décembre 2023             |
| 4       | 4c (011)  | Construction Obstruction            | Obstruction de construction      | David Gemmill   | Caroline Director David Gemmill Johnny Ryan Jacob Fleisher            | Snipple Animation  | 6 avril 2023                   | 10 juin 2023                             | 31 décembre 2023             |
| 5       | 5a (139)  | Yosemite Samurai                    | Samouraï Sam                     | Kenny Pittenger | Andrew Dickman Kenny Pittenger Johnny Ryan Jacob Fleisher             | Snipple Animation  | 6 avril 2023                   | 10 juin 2023                             | 4 février 2024               |
| 5       | 5b (157)  | Bugs Hole Gags 2: Bees Nest         | Interlude                        | David Gemmill   | Ryan Khatam David Gemmill Johnny Ryan Jacob Fleisher                  | Yowza! Animation   | 6 avril 2023                   | 10 juin 2023                             | 4 février 2024               |
| 5       | 5c (012)  | Dummies in the Dark                 | Le porc de l'angoisse            | Ryan Kramer     | Stephen Herczeg Ryan Kramer Johnny Ryan Jacob Fleisher                | Yowza! Animation   | 6 avril 2023                   | 10 juin 2023                             | 4 février 2024               |
| 6       | 6a (167)  | Pain Rent                           | Le colocataire                   | David Gemmill   | Mike Ruocco David Gemmill Johnny Ryan Jacob Fleisher                  | Snipple Animation  | 6 avril 2023                   | 11 juin 2023*                            | 31 décembre 2023             |
| 6       | 6b (200)  | Nest Effort                         | Le nid                           | Ryan Kramer     | Mike Pelensky Ryan Kramer Johnny Ryan Jacob Fleisher                  | Snipple Animation  | 6 avril 2023                   | 11 juin 2023                             | 31 décembre 2023             |
| 7       | 7a (130)  | Feather of the Bride                | Vive la mariée !                 | Ryan Kramer     | Mike Pelensky Ryan Kramer Johnny Ryan Jacob Fleisher                  | Snipple Animation  | 6 avril 2023                   | 11 juin 2023                             | 21 janvier 2024              |
| 7       | 7b        | Daffy Magician: Pick A Card         | Interlude                        | David Gemmill   | Mike Ruocco David Gemmill Johnny Ryan Jacob Fleisher                  | Yowza! Animation   | 6 avril 2023                   | 11 juin 2023                             | 21 janvier 2024              |
| 7       | 7c (157)  | Bugs Hole Gags 2: Rattlesnakes      | Interlude                        | David Gemmill   | Ryan Khatam David Gemmill Johnny Ryan Jacob Fleisher                  | Yowza! Animation   | 6 avril 2023                   | 11 juin 2023                             | 21 janvier 2024              |
| 8       | 8a (129)  | Poolside Pest                       | Daffy garçon de plage            | David Gemmill   | Caroline Director David Gemmill Johnny Ryan Jacob Fleisher            | Snipple Animation  | 6 avril 2023                   | 11 juin 2023*                            | 4 février 2024               |
| 8       | 8b        | Put the Cat Out: Inside Out         | Interlude                        | Ryan Kramer     | Mike Pelensky Ryan Kramer Johnny Ryan Jacob Fleisher                  | Yowza! Animation   | 6 avril 2023                   | 11 juin 2023                             | 4 février 2024               |
| 8       | 8c (199)  | Bulls-eye Bunny                     | Sam la lame                      | Kenny Pittenger | David Shair Kenny Pittenger Johnny Ryan Jacob Fleisher                | Snipple Animation  | 6 avril 2023                   | Non diffusé Censuré par Boomerang Europe | 4 février 2024               |
| 9       | 9a (150)  | Auto Birdy Shop                     | Mémé mécanicienne                | Ryan Kramer     | Andy Gonsalves Ryan Kramer Johnny Ryan Jacob Fleisher                 | Yowza! Animation   | 6 avril 2023                   | 17 juin 2023*                            | 11 février 2024              |
| 9       | 9b        | Daffy Traffic Cop Stop: Phone Booth | Interlude                        | David Gemmill   | Ryan Khatam David Gemmill Johnny Ryan Jacob Fleisher                  | Yowza! Animation   | 6 avril 2023                   | 17 juin 2023                             | 11 février 2024              |
| 9       | 9c (168)  | Eyes Wide Fudd                      | La secte du lama luminescent     | Kenny Pittenger | Andrew Dickman Kenny Pittenger Johnny Ryan Jacob Fleisher             | Snipple Animation  | 6 avril 2023                   | 17 juin 2023                             | 11 février 2024              |
| 10      | 10a (205) | Livin' the Daydream                 | La vie de rêve                   | Ryan Kramer     | Andy Gonsalves Ryan Kramer Johnny Ryan Jacob Fleisher                 | Yowza! Animation   | 6 avril 2023                   | 17 juin 2023                             | 11 février 2024              |
| 10      | 10b       | Duck Hunting Gag: Holograms         | Interlude                        | Ryan Kramer     | Andy Gonsalves Ryan Kramer Johnny Ryan Jacob Fleisher                 | Yowza! Animation   | 6 avril 2023                   | 17 juin 2023                             | 11 février 2024              |
| 10      | 10c (198) | Fake it 'Til You Bake It            | Le gâteau surprise               | Ryan Kramer     | Stephen Herczeg Ryan Kramer Alex Kirwan Johnny Ryan Jacob Fleisher    | Snipple Animation  | 6 avril 2023                   | 17 juin 2023                             | 11 février 2024              |
| 11      | 11a (202) | Funny Book Bunny                    | Un dessin très animé             | Kenny Pittenger | Gabe Del Valle Kenny Pittenger Alex Kirwan Johnny Ryan Jacob Fleisher | Yowza! Animation   | 6 avril 2023                   | 17 juin 2023*                            | 18 février 2024              |
| 11      | 11b       | Balloon Salesman: All the Balloons  | Interlude                        | Ryan Kramer     | Stephen Herczeg Ryan Kramer Johnny Ryan Jacob Fleisher                | Yowza! Animation   | 6 avril 2023                   | 17 juin 2023                             | 18 février 2024              |
| 11      | 11c (174) | Kitty Krashers                      | Qui va à la chasse perd sa place | Kenny Pittenger | Gabe Del Valle Kenny Pittenger Alex Kirwan Johnny Ryan Jacob Fleisher | Snipple Animation  | 6 avril 2023                   | 17 juin 2023*                            | 18 février 2024              |

(*) : Certaines scènes montrant des séquences choquants et violents ont été censurés par Boomerang Europe.
(**) : Looney Tunes spécial Saint-Valentin
(***) : Looney Tunes spécial Halloween
(****) : Ce segment a été présenté en avant première lors du Festival San Diego Comic-Con en 2022.
(*****) : Rediffusion du segment 2a de la saison 2. Contrairement à la rediffusion du segment 6a dans le spécial rentrée (S2E11) où la version française fut conservée en intégralité, ici le titre (Bugsès II contre la momie) et le doublage ont été modifiés en VF
(******) : Cet épisode est un clin d'œil à l'époque DePatie-Freleng entre 1964 et 1969 où le budget pour les séries d'animation était limité à l'époque.

### Saison 6
| Episode | Segment  | Titre EN                         | Titre FR                       | Réalisation     | Scénario                                                              | Studio d'animation | Première diffusion US (HBOMax) | Première diffusion FR (Boomerang) | Première diffusion FR (Okoo) |
| ------- | -------- | -------------------------------- | ------------------------------ | --------------- | --------------------------------------------------------------------- | ------------------ | ------------------------------ | --------------------------------- | ---------------------------- |
| 1       | 1a (071) | Birthday Grifts                  | Bobo d'anniversaire            | David Gemmill   | Ryan Khatam David Gemmill Johnny Ryan Jacob Fleisher                  | Snipple Animation  | 27 juillet 2023                | 2 septembre 2023*                 | 20 juillet 2024 (France 3)   |
| 1       | 1b       | Daffy Magician: Vintage Porkys   | Des Porky d'époque             | David Gemmill   | Mike Ruocco David Gemmill Johnny Ryan Jacob Fleisher                  | Yowza! Animation   | 27 juillet 2023                | 2 septembre 2023                  | 20 juillet 2024 (France 3)   |
| 1       | 1c (186) | Tub-o-War                        | Bienvenue à Mars-les-Bains     | Ryan Kramer     | Andy Gonsalves Ryan Kramer Jacob Fleisher Johnny Ryan                 | Yowza! Animation   | 27 juillet 2023                | 2 septembre 2023                  | 20 juillet 2024 (France 3)   |
| 2       | 2a (169) | Oregon Fail                      | L'épopée du Far                | Ryan Kramer     | Andy Gonsalves Ryan Kramer Jacob Fleisher Johnny Ryan                 | Yowza! Animation   | 27 juillet 2023                | 2 septembre 2023*                 | 31 décembre 2023             |
| 2       | 2b       | Duck Hunting Gag: Duck Call      | Interlude                      | Ryan Kramer     | Andy Gonsalves Ryan Kramer Johnny Ryan Jacob Fleisher                 | Yowza! Animation   | 27 juillet 2023                | 2 septembre 2023                  | 31 décembre 2023             |
| 2       | 2c (188) | Life's a Beach                   | Les 3 ours à la plage          | Kenny Pittenger | Andrew Dickman Kenny Pittenger Alex Kirwan Johnny Ryan Jacob Fleisher | Snipple Animation  | 27 juillet 2023                | 2 septembre 2023                  | 31 décembre 2023             |
| 3       | 3a (067) | Pearl of My Dreams               | La perle titanesque            | Kenny Pittenger | Gabe Del Valle Pete Browngardt Johnny Ryan Jacob Fleisher             | Snipple Animation  | 27 juillet 2023                | 3 septembre 2023                  | 7 janvier 2024               |
| 3       | 3b       | Bugs Hole Gags 2: Down the Drain | Evacuation                     | David Gemmill   | Ryan Khatam David Gemill Johnny Ryan Jacob Fleisher                   | Yowza! Animation   | 27 juillet 2023                | 3 septembre 2023                  | 7 janvier 2024               |
| 3       | 3c       | Mech a Mess                      | L'armure                       | David Gemmill   | Ryan Khatam David Gemmill Johnny Ryan Jacob Fleisher                  | Snipple Animation  | 27 juillet 2023                | 3 septembre 2023                  | 7 janvier 2024               |
| 4       | 4a (171) | Boarding Games                   | Un chaton féroce               | Kenny Pittenger | Andrew Dickman Kenny Pittenger Jacob Fleisher Johnny Ryan             | Tonic DNA          | 27 juillet 2023                | 3 septembre 2023                  | 7 janvier 2024               |
| 4       | 4b       | Put the Cat Out: Paintings       | Interlude                      | Ryan Kramer     | Mike Pelensky Ryan Khatam Johnny Ryan Jacob Fleisher                  | Yowza! Animation   | 27 juillet 2023                | 3 septembre 2023                  | 7 janvier 2024               |
| 4       | 4c (189) | Winter Hungerland                | Une faim de loup               | Kenny Pittenger | David Shair Kenny Pittenger Johnny Ryan Jacob Fleisher                | Yowza! Animation   | 27 juillet 2023                | 3 septembre 2023                  | 7 janvier 2024               |
| 5       | 5a (173) | Tweet Suite                      | Suite Titi                     | Ryan Kramer     | Stephen Herczeg Ryan Kramer Johnny Ryan Jacob Fleisher                | Snipple Animation  | 27 juillet 2023                | 9 septembre 2023                  | 7 janvier 2024               |
| 5       | 5b       | Daffy Magician: Cut in Half      | Sa moitié                      | David Gemmill   | Mike Ruocco David Gemmill Johnny Ryan Jacob Fleisher                  | Yowza! Animation   | 27 juillet 2023                | 9 septembre 2023                  | 7 janvier 2024               |
| 5       | 5c (201) | Desert Menu                      | Vous prendrez bien un désert ? | David Gemmill   | Mike Ruocco David Gemmill Johnny Ryan Jacob Fleisher                  | Snipple Animation  | 27 juillet 2023                | 9 septembre 2023                  | 7 janvier 2024               |
| 6       | 6a (017) | Abducted Bunny                   | Marvin le cerveau              | Kenny Pittenger | Gabe Del Valle Kenny Pittenger Johnny Ryan Jacob Fleisher             | Yowza! Animation   | 27 juillet 2023                | 9 septembre 2023                  | 31 décembre 2023             |
| 6       | 6b       | Daffy Psychic: A New Job         | Interlude                      | Ryan Kramer     | Chris Allison Ryan Krammer Johnny Ryan Jacob Fleisher                 | Yowza! Animation   | 27 juillet 2023                | 9 septembre 2023                  | 31 décembre 2023             |
| 6       | 6c       | Duck Hunting Gag: Decoy          | Interlude                      | Ryan Kramer     | Andy Gonsalves Ryan Kramer Johnny Ryan Jacob Fleisher                 | Yowza! Animation   | 27 juillet 2023                | 9 septembre 2023                  | 31 décembre 2023             |
| 6       | 6d       | Daffy Magician: Skeleton         | Interlude                      | David Gemmill   | Mike Ruocco David Gemmill Johnny Ryan Jacob Fleisher                  | Yowza! Animation   | 27 juillet 2023                | 9 septembre 2023                  | 31 décembre 2023             |
| 7       | 7a (203) | Feline Lucky                     | Mémé rafle la mise             | Kenny Pittenger | Andrew Dickman Kenny Pittenger Johnny Ryan Jacob Fleisher             | Snipple Animation  | 27 juillet 2023                | 10 septembre 2023                 | 4 janvier 2025 (France 3)    |
| 7       | 7b (190) | A Prickly Pair                   | Un amour de vautour            | David Gemmill   | Mike Ruocco David Gemmill Alex Kirwan Johnny Ryan Jacob Fleisher      | Yowza! Animation   | 27 juillet 2023                | 10 septembre 2023                 | 4 janvier 2025 (France 3)    |
| 8       | 8a (101) | Wrong with the Wind              | Autant en emporte le souffleur | Kenny Pittenger | Andrew Dickman Kenny Pittenger Johnny Ryan Jacob Fleisher             | Snipple Animation  | 27 juillet 2023                | 10 septembre 2023                 | 21 avril 2024                |
| 8       | 8b       | Daffy Magician: Pigs Feet        | Interlude                      | David Gemmill   | Mike Ruocco David Gemmill Johnny Ryan Jacob Fleisher                  | Yowza! Animation   | 27 juillet 2023                | 10 septembre 2023                 | 21 avril 2024                |
| 8       | 8c (196) | Moody at the Movies              | Arrête ton cinéma              | Kenny Pittenger | Andrew Dickman Kenny Pittenger Johnny Ryan Jacob Fleisher             | Snipple Animation  | 27 juillet 2023                | 10 septembre 2023                 | 21 avril 2024                |
| 9       | 9a (195) | Boardwalk Bunny                  | Sam le forain                  | Ryan Kramer     | Andy Gonsalves Ryan Kramer Johnny Ryan Jacob Fleisher                 | Snipple Animation  | 27 juillet 2023                | 16 septembre 2023                 | 13 juillet 2024 (France 3)   |
| 9       | 9b       | Duck Hunting Gag: Crossbow       | Interlude                      | Ryan Kramer     | Andy Gonsalves Ryan Kramer Johnny Ryan Jacob Fleisher                 | Yowza! Animation   | 27 juillet 2023                | 16 septembre 2023                 | 13 juillet 2024 (France 3)   |
| 9       | 9c (208) | Cat Fished                       | Un prétendant pour mémé        | David Gemmill   | Ryan Khatam David Gemmill Johnny Ryan Jacob Fleisher                  | Snipple Animation  | 27 juillet 2023                | 16 septembre 2023                 | 13 juillet 2024 (France 3)   |
| 10      | 10 (154) | Daffy in Wackyland*              | Inédit en FR                   | Max Winston     | Max Winston                                                           | Ratbat Studios     | 13 juin 2024                   | Inédit                            | Inédit                       |

(*) : Episode en stopmotion. Segment présenté en avant première lors du Festival d'animation d'Annecy le 17 juin 2023.

### Segments non diffusés
| Numéro de production | Titre                          | Réalisation     | Scénario                                                | Studio d'animation | Remarques |
| -------------------- | ------------------------------ | --------------- | ------------------------------------------------------- | ------------------ | --- |
| 030                  | Dynamite Dance                 | David Gemmill   | Pete Browngardt David Gemmill Johnny Ryan               | Tonic DNA          | Ce segment a été publié sur YouTube le 12 juin 2019 en guise de bande-annonce à la suite du Festival d'animation d'Annecy de la même année.                                                                                        |
| 089                  | High Hopes                     | Kenny Pittenger | David Shair Kenny Pittenger Johnny Ryan Jacob Fleisher  | Yowza! Animation   | Segment au format portrait publié le 22 janvier 2021 sur Youtube |
| 086                  | Hole Lotta Trouble             | Pete Browngardt | Gabe Del Valle Johnny Ryan Jacob Fleisher               | Yowza! Animation   | Segment au format portrait publié le 29 janvier 2021 sur Youtube |
| 014                  | Sick as a Hare                 | Ryan Kramer     | Inconnu                                                 | Inconnu            | Segment présenté en avant-première au Festival international du film d'animation d'Annecy en 2019. |
| ???                  | Happy Birthday Bugs Bunny!     | David Gemmill   | Michael Ruocco David Gemmill Johnny Ryan Jacob Fleisher | Snipple Animation  | Segment publié sur YouTube le 27 juillet 2020 à l'occasion des 80 ans de Bugs Bunny. Publié à nouveau le 10 juin 2021 dans une version alternative (sans Pépé le Putois) à l'occasion des 60 ans du Festival d'animation d'Annecy. |
| ???                  | Wile E. Coyote's Super Pellets | Inconnu         | Gabe Del Valle                                          | Yowza! Animation   | Segment présenté en avant première lors du Festival San Diego Comic-Con en 2021. |